# Worldvision Enterprises
Worldvision Enterprises, Inc. fue un distribuidor de programas de televisión y vídeo casero, que distribuyó varias series y películas de compañías como Hanna Barbera, Ruby-Spears, QM Productions, Taft Entertainment Television, Spelling Television, etc. Además poseía los derechos de distribución televisiva de la biblioteca de películas de Carolco Pictures.

## Historia

### Como ABC Film Syndication
En la primavera de 1954, American Broadcasting-Paramount Theatres, Inc. creó ABC Films Syndication, Inc. (AFS), una subsidiaria dirigida por George Shupert, que se especializó en sindicación y producción de programas internos.
En enero de 1956, AFS anunció una expansión en el personal de producción y ventas para el año. La compañía adquirió cinco nuevas propiedades y todas recibieron pilotos, dos de ellas establecidas para la sindicación si no se colocaban a nivel nacional.
En 1959, ABC International creó Worldvision Enterprises para sindicar programas para mercados extranjeros. Henry G. Plitt, anteriormente presidente de Paramount Gulf Theatres, se convirtió en presidente de la compañía en febrero de 1959.

### Como Worldvision Enterprises
En 1971, la FCC prohibió la participación de redes en la sindicación de sus propios programas, aunque esta regla fue eliminada en 1993. Los activos de la compañía fueron comprados por cinco exejecutivos de la compañía en 1973.
En 1974, Charles Fries y su compañía Alpine Productions firmaron un contrato de distribución con el estudio.
En los años 70, Worldvision Enterprises se asoció con las tres grandes cadenas de los Estados Unidos como es el caso de NBC con Little House on the Prairie, y CBS produciendo como Spencer's Pilots, Worldvision comenzó a distribuir a nivel internacional.
En 1979 fue adquirida por Taft Broadcasting. Como resultado de la compra de Worldvision por parte de Taft, Taft fusionó sus brazos sindicados Taft H-B Program Sales y Taft H-B International en la empresa.
En 1981, Worldvision lanzó la subsidiaria Evergreen Programs para generar ventas de su propia programación ya transmitida por redes y estaciones.
En octubre de 1987, los activos de Taft, incluida Worldvision, fueron adquiridos por Great American Communications. A mediados de la década de 1990, Blockbuster Inc, operador de la cadena de tiendas de vídeos ahora desaparecida, mantuvo brevemente una participación mayoritaria en la compañía. 
Kevin O’Sullivan fue escogido como nuevo presidente de la compañía. con Albert Hartigan como vicepresidente ejecutivo y Martin Weinstein como gerente de ventas de la empresa, para la distribución de vídeo casero en la sindicación.
El productor de televisión Aaron Spelling, intentó comprar Worldvision de Great American para distribuir sus programas, pero al accionista jefe de la compañía, Carl H. Lindner, no le interesaba vender la compañía,  al final Lidner aceptó vender la compañía a Spelling Productions, y la fusión terminó el 1 de marzo de 1989. Lindner acordó vender Worldvision a Spelling Productions por el 50 % de Spelling, Inc., la compañía combinada, en 1988.
En enero de 1993 la compañía lanzó un paquete de películas llamado Worldvision 3. Algunas de las películas del paquete fueron Chaplin, Basic Instinct, L.A. Story, Rambling Rose, Terminator 2: el juicio final y Universal Soldier.
Cuando Spelling Entertainment Group se fusionó con Viacom el 26 de mayo de 1999, las operaciones de Worldvision se incorporaron a Paramount Domestic Television y las de vídeo casero a Paramount Home Video ya que ambas eran iguales. Hoy las producciones de Worldvision Enterprises con excepciones son propiedad de CBS Corporation a través de CBS Television Distribution y Spelling Television.

## Problema con World Vision International
El logotipo de la compañía siempre salía en los programas que distribuía o producía y tenían la nota «Not affiliated with World Vision International, a religious and charitable organization», cuya traducción es «no afiliada a World Vision International, una organización religiosa y caritativa»; esto se debe a que a mediados de los años 70 la organización de beneficencia demandó a la compañía por el uso del nombre "Worldvision", lo que eventualmente condujo a una infracción de la marca registrada. Al final la organización le permitió mantener el nombre Worldvision siempre que dejaran el ya dicho cargo de responsabilidad para distanciarse de World Vision International, que se implementó a partir de 1974.